# مبارز خیابانی ۳
مبارز خیابانی ۳ (به انگلیسی: Street Fighter III) یک بازی ویدئویی در سبک مبارزه‌ای از مجموعه بازی‌های مبارز خیابانی است که نخستین بار در فوریه ۱۹۹۷، توسط شرکت کپ‌کام برای دستگاه بازی آرکید منتشر شد.